# Пикадили (търговска верига)
Вижте пояснителната страница за други значения на Пикадили.
„Пикадили“ е бивша търговска марка на верига супермаркети в България, създадена през 1995 г.

## История
Първият супермаркет „Пикадили“, Чаталджа е отворен през 1995 г. във Варна, като до 2009 компанията инвестира и създава още 7 търговски обекта със същата марка в града. През май 2006 отваря врати първият супермаркет извън Варна – в столичния търговско-развлекателен комплекс City Center Sofia, а през юни същата година – и в Mall of Sofia.  През август 2006 е открит „Пикадили“ – Изгрев в Бургас, а месец по-късно „Пикадили“ – Сентрал Мол във Велико Търново. Впоследствие са открити филиали на веригата в още няколко града. Компанията също така разработи и „Пикадили Daily“ – разновидност на супермаркетите на веригата с по-малка търговска площ и еквивалент на обикновените квартални магазини.
До 2007 г. собственици на веригата са „Боляри“ АД (80%) и Европейската банка за възстановяване и развитие (20%).  Търговската дейност се ръководи от „Пикадили“ ЕАД, собственост на Георги Папуров. В периода от 2007 до 2011 г. собственик на „Пикадили“ е сръбският холдинг „Делта“. От 2011 г. веригата е част от белгийската фирма „Груп Делез“. От началото на 2014 г. веригата е собственост на българското дружество „АП Март“, регистрирана на един и същ адрес с "КМБ България" - собственик на представителството на друга верига супермаркети - Карфур. Двете компании обявяват плановете си да създадат съвместно дружество, но това не се случва. В началото на 2014 г. имуществото на Пикадили е заложено срещу кредит в Инвестбанк. Поради необслужване на кредита, Инвестбанк започва процедури по принудително събиране на задълженията и обявяване в несъстоятелност, което слага края на търговската дейност на веригата. 
През 2017 г. поетапно са затворени всички магазини на веригата, а „Пикадили“ ЕАД започва процедура на фалит  с начална дата призната от съда – края на 2012 г. Така всички последващи прехвърляния на собствеността са признати за юридически нищожни.

## Услуги, които са били предлагани
Супермаркетите са работели ежедневно, работното време на повечето от тях е било в интервала от 8:00 до 22:00 часа. Изключение е правел филиал „Пикадили София“ – City Center Sofia, работил до 01:00 часа през нощта, както и филиалите „Пикадили“ Варна – Център, „Пикадили Парк" – Варна, „Пикадили Експрес“ Варна – бул. Цар Освободител 31, „Пикадили Експрес“ София – ул. Христо Белчев 7 и „Пикадили Експрес“ София – Младост-1, ул. „Методи Андонов“ 4, които са били денонощни. Всеки един от тях е предлагал достъп и паркинг за автомобили на клиентите си и редица други услуги. Имало е и офиси на банки и застрахователни компании, мобилни оператори, фирми за недвижими имоти, приемни за реклами и обяви, продажба на билети, аптека и оптика, фризьорски, козметични и спортни салони, магазини за цветя, фото-ателиета, ключарско ателие, химическо чистене, видеотека, кафенета.

## Търговски марки
От 2002 г. „Пикадили“ са предлагали асортимент от хранителни и нехранителни стоки със собствена марка – „Мистър Пикс“ и „Меркато“. С тези марки се предлагали на най-ниска цена и същевременно на най-добро качество различни деликатеси от месо, млечни изделия, салати, безалкохолни напитки, насипно и мляно кафе, варива и ядки, подправки, химия за бита и други. От пролетта на 2010 г. „Пикадили“ е предлагал и още една собствена марка – „Премиа“. Концепцията на тази марка е била същата като при „Меркато“ и „Мистър Пикс“ с тази разлика, че „Премия“ предлагала и топли готови ястия, които се приготвяли на място в почти всички филиали на веригата, с изключение на „Пикадили Експрес“.
Името на кафенетата „Гала кафе“, които се намирали в осем от супермаркетите, също е било марка на веригата. Аптеките също носели името „Пикадили“ и работели от 2002 година в супермаркетите във Варна, Бургас и София всеки ден от 9 до 21 часа. Във всеки супермаркет звучели рекламите, съобщенията и музиката на собственото радио „Пикадили“.

## Програма за лоялност
„Пикадили“ предлагали участие в „Пикадили клуб“, която била собствена програма за лоялност на клиентите. Всеки един участник получавал магнитна карта с номер и/или име и при всяко пазаруване за всеки 5 лева от покупката натрупвал по 1 точка. Точките можели да се заменят срещу продукти и услуги от специален периодично издаван каталог, но в края на съществуването на веригата, продуктите от каталога не били налични и повечето хора не успели да се възползват от натрупаните си точки.

## Клуб по футзал „Пикадили“
СК „Пикадили“ е създаден на 2 октомври 2003 от Александър Неделчев, Стефан Косев и Георги Папуров като представители на фирмите „Боляри“ АД, „Телемонд“ и „Интерспорт“ с цел развитие на спорта футзал в България. Отборът е три пъти пореден градски шампион във Варна и веднъж вице- и национален шампион в различни държавни първенства.